# Dwudziestkowy system liczbowy
Dwudziestkowy system liczbowy – pozycyjny system liczbowy, w którym podstawą jest liczba 20. Do zapisu liczb potrzebne jest 20 cyfr. Cyfry 0-9 mają te same wartości co w systemie dziesiętnym, natomiast litery odpowiadają następującym wartościom: A = 10, B = 11, C = 12, D = 13, E = 14, F = 15, G = 16, H = 17, I = 18 oraz J = 19. W kalkulatorach naukowych o siedmiosegmentowych wyświetlaczach LCD stosuje się następujące oznaczenia kolejnych cyfr szesnastkowych: 0, 1, 2, 3, 4, 5, 6, 7, 8, 9, A, b, C, d, E, F, G, H, i, J (b, d i i, zamiast B, D i I dla rozróżnienia wyświetlania, które wyglądają jak 8, 0 i 1).

## Zapis liczbowy w systemie dwudziestkowym
Liczby zapisuje się tu jako ciągi cyfr, z których każda jest mnożnikiem kolejnej potęgi liczby stanowiącej podstawę systemu, np. liczba zapisana w dziesiętnym systemie liczbowym jako 1000, w dwudziestkowym przybiera postać 2A0, gdyż:
2×20² + 10×201 + 0×200 = 800 + 200 + 0 = 1000.

## Przykłady
{\displaystyle 20_{(20)}=2\cdot 20^{1}+0\cdot 20^{0}=40+0=40_{(10)}}
{\displaystyle 3G_{(20)}=3\cdot 20^{1}+16\cdot 20^{0}=60+16=76_{(10)}}
{\displaystyle DA_{(20)}=13\cdot 20^{1}+10\cdot 20^{0}=260+10=270_{(10)}}
{\displaystyle 100_{(20)}=1\cdot 20^{2}+0\cdot 20^{1}+0\cdot 20^{0}=400+0+0=400_{(10)}}
{\displaystyle 234_{(20)}=2\cdot 20^{2}+3\cdot 20^{1}+4\cdot 20^{0}=800+60+4=864_{(10)}}